# توماس ایگلتون
توماس ایگلتون (به انگلیسی: Thomas Eagleton) سناتور سابق عضو حزب دموکرات ایالات متحده آمریکا بود. وی در سال ۱۹۶۹ تا ۱۹۸۷ میلادی سناتور ایالت میزوری در سنای ایالات متحده آمریکا بود.